# Cetopsis montana
Cetopsis montana es una especie de pez de la familia Cetopsidae en el orden de los Siluriformes.

## Morfología
• Los machos pueden llegar alcanzar los 11,9 cm de longitud total.

## Hábitat
Es un pez de agua dulce y de clima tropical.

## Distribución geográfica
Se encuentran en Sudamérica: partes de la  cuenca occidental del río Amazonas.